# NGC 110
NGC 110 ist ein offener Sternhaufen im Sternbild Kassiopeia.
Der Sternhaufen NGC 110 wurde am 29. Oktober 1831 von dem britischen Astronomen John Herschel entdeckt.